# Velo de traiciones
Velo de traiciones es una novela basada en el Periodo de la Reforma de Ruusan del universo ficticio de Star Wars. La novela fue publicada en inglés por Ballantine Books y en español por Alberto Santos Editor en febrero de 2002. Fue escrita por James Luceno.

## Argumento
Han transcurrido tres meses desde la Batalla de Naboo y el joven Obi-Wan aún se muestra indeciso e inexperto para el entrenamiento de su padawan, Anakin Skywalker, que apenas ha entrado en la adolescencia.
Anakin y Obi-Wan no terminan de conectar, el chico es demasiado independiente para Obi-Wan, muy impulsivo y lleno de sentimientos que no controla. Una Jedi, Vergere, ha desaparecido en un planeta recientemente catalogado: Zonama Sekot, que parece estar vivo como un solo organismo. Sekot es un atractivo para investigadores y turistas, en especial por la construcción de sus "naves vivas".
Obi-Wan y Anakin son enviados a investigar allí por el Consejo Jedi. Lo que ninguno de los dos sabe es que Sekot esconde la más terrible amenaza que la galaxia haya vivido y también la solución y respuesta a esta, que pareció investigar Vergere justo antes de desaparecer.
La novela no sólo muestra el comienzo del cambio de Anakin con su primer muerto y la pérdida de gran parte de su inocencia sino que sirve de preludio y puente entre el Periodo de la Nueva Orden Jedi y el de la Reforma de Ruusan: la historia gira en torno a los yuuzhan vong, aunque sus protagonistas no lo sepan.
La obra se cierra con una serie de acontecimientos que incluyen la pérdida de Zonama Sekot entre la estrella, por las que se impulsa a viajar continuamente.